# Boeing Everett Factory

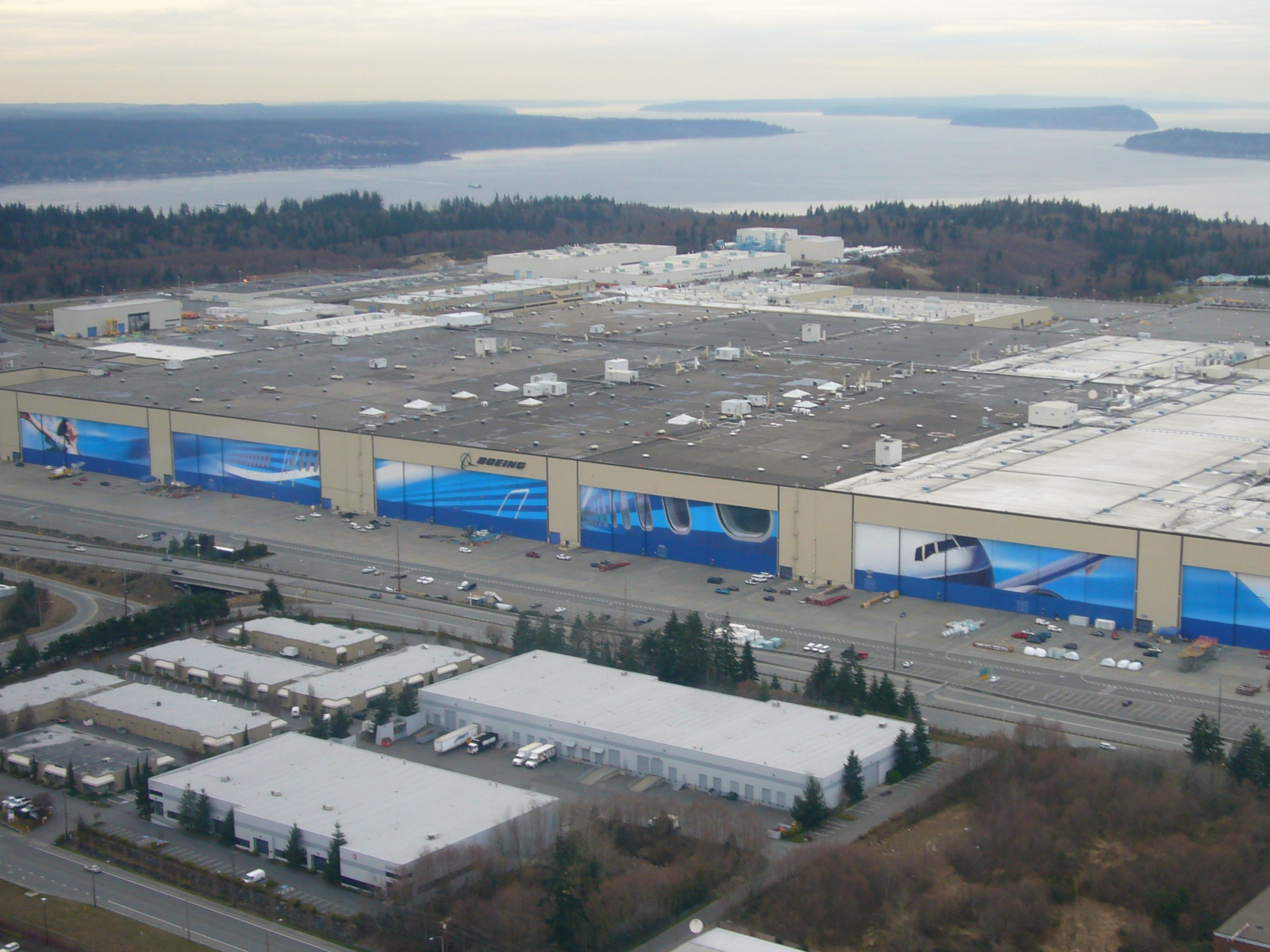
Boeing Everett Factory i mars 2008.

Boeing Everett Factory är en fabrikslokal i staden Everett i delstaten Washington i USA och som används för att tillverka och montera flygplan åt det globala flygplanstillverkaren The Boeing Company. Den är världens största fabrikslokal efter volym på 13 385 378 kubikmeter (m3) och breder ut sig på en yta som är 399 480 kvadratmeter (m2). Det arbetar uppemot 36 000 anställda i fabrikslokalen och de flygplansmodeller som monteras är Boeing 747, 767, 777, och 787. Fabriken har också bland annat brandkår, dagis, gym, kaféer, kemtvätt, polis, 19 restauranger, reningsverk, ställverk, tvättinrättning och vårdcentral.
Boeing leasar också delar av den norra delen av den intilliggande flygplatsen Paine Field i syfte kunna parkera färdigbyggda flygplan. De använder också flygplatsens landningsbanor för att utföra flygtester av nya flygplan och att leverera dessa till kunder.

## Historik
1966 fick Boeing ett kontrakt, till ett värde av 525 miljoner amerikanska dollar (2020 års dollarvärde: 4,2 miljarder dollar), av flygbolaget Pan American World Airways (Pan Am) om att bygga 25 stycken 747. Boeing beslutade att en fabrikslokal skulle uppföras i Everett och byggnaden invigdes den 1 maj 1967. Året efter upptogs den i Guinness rekordbok som världens största byggnad efter volym på omkring 5 564 000 kubikmeter. 1978 byggdes fabrikslokalen ut för att kunna montera 767, samma hände 1992 när 777 skulle börja monteras. Boeing har varit också tvungna att uppföra andra byggnader på fabriksområdet för att få plats även med den del som sammansätter skelett till 777:s flygplanskropp via industrirobotar samt att bygga flygplansvingar av komposit åt 777X. Allt som allt har anläggningen kostat Boeing mer än en miljard amerikanska dollar att uppföra.

## Galleri

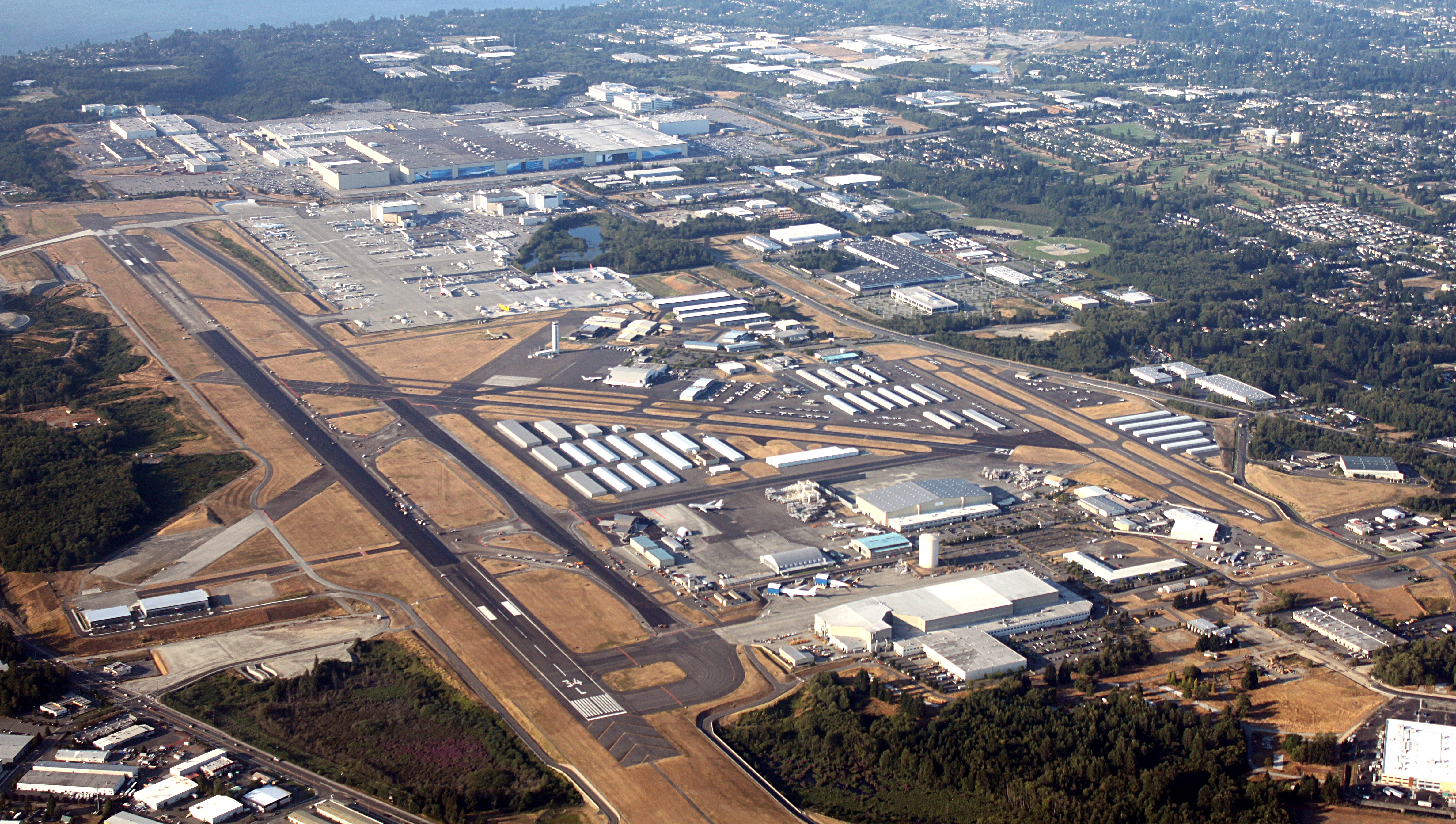
Boeing Everett Factory i bakgrunden medan flygplatsen Paine Field i förgrunden i augusti 2009.
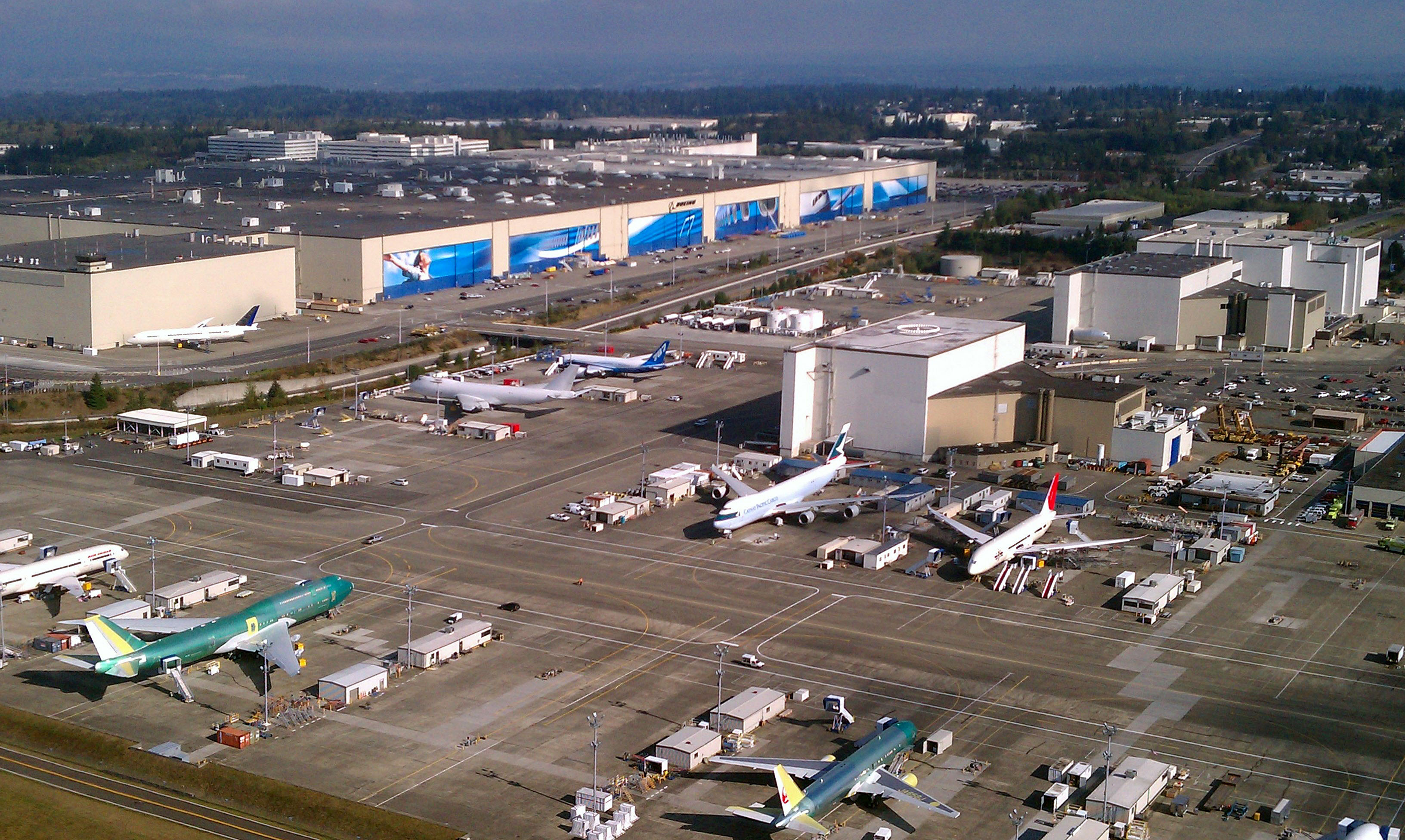
Boeings uppställningsplats på Paine Field i oktober 2011.
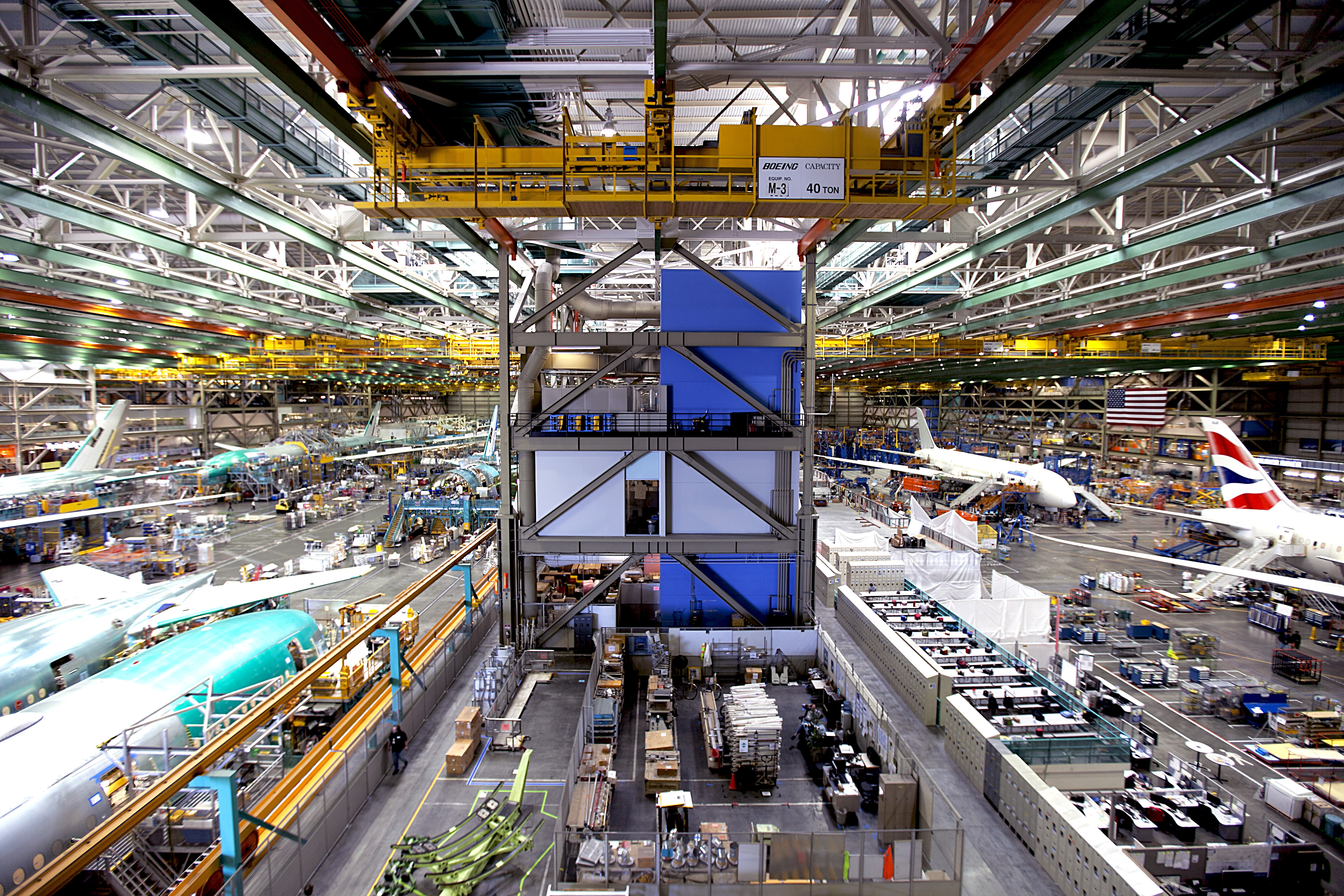
Interiören i Boeing Everett Factory i juni 2013.
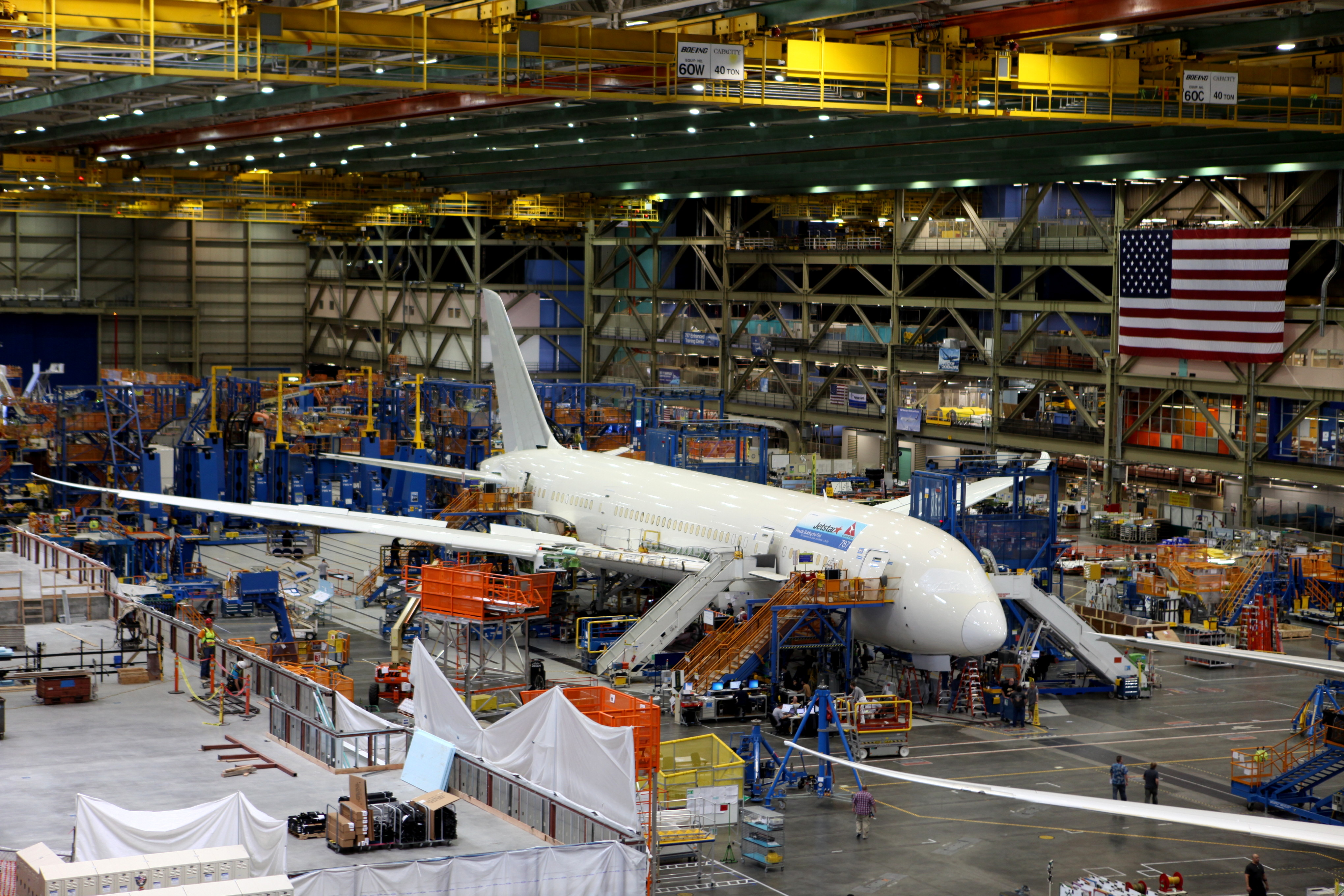
Montering av en Boeing 787 för flygbolaget Jetstar Airways i juni 2013.